# Everyone's A Star
"Everyone's A Star" (en español Cada Uno Es Una Estrella) es una canción de la cantante, actriz y compositora americana Raven-Symoné, grabada para la banda sonora The Cheetah Girls 2, de la película homónima.
La canción habla sobre que todos tenemos algo que nos hace especial, pero que tenemos buscarlo y mirar en nuestro interior.
La canción sólo sale en la banda sonora, por lo que no se pudo escuchar en la película.